# Tagawa Kyosuke
Tagawa Kyosuke (田川 亨介 (Điền-Xuyên Hanh-Giới) Tagawa Kyōsuke, sinh ngày 11 tháng 2 năm 1999 ở Fukuoka Prefecture) là một cầu thủ bóng đá người Nhật Bản thi đấu cho Santa Clara ở giải VĐQG Bồ Đào Nha.

## Sự nghiệp câu lạc bộ
Tagawa trải qua hệ thống trẻ của Sagan Tosu, và có màn ra mắt Ngày 5 tháng 3 trước Kawasaki Frontale, thay cho Takamitsu Tomiyama trong trận hòa 1-1.

## Thống kê sự nghiệp
Tính đến trận đấu diễn ra ngày 10 tháng 3 năm 2018
| Câu lạc bộ           | Mùa giải             | Giải vô địch         | Giải vô địch | Giải vô địch | Cúp     | Cúp       | Cúp Liên đoàn | Cúp Liên đoàn | Khác    | Khác      | Tổng    | Tổng      |
| Câu lạc bộ           | Mùa giải             | Hạng đấu             | Số trận      | Bàn thắng    | Số trận | Bàn thắng | Số trận       | Bàn thắng     | Số trận | Bàn thắng | Số trận | Bàn thắng |
| -------------------- | -------------------- | -------------------- | ------------ | ------------ | ------- | --------- | ------------- | ------------- | ------- | --------- | ------- | --------- |
| Sagan Tosu           | 2017                 | J1 League            | 24           | 4            | 4       | 0         | —             | —             | —       | —         | 28      | 4         |
| Sagan Tosu           | 2018                 | J1 League            | 2            | 1            | 1       | 0         | —             | —             | —       | —         | 3       | 1         |
| Tổng cộng sự nghiệps | Tổng cộng sự nghiệps | Tổng cộng sự nghiệps | 26           | 5            | 5       | 0         | 0             | 0             | 0       | 0         | 31      | 5         |